# 黒蘭姫
『黒蘭姫』（くろらんひめ）は、横溝正史の短編推理小説。「金田一耕助シリーズ」の一つ。

## 概要と解説
本作は、1948年（昭和23年）1月から3月にかけて『読物時事』に連載された。角川文庫『殺人鬼』（ISBN 978-4-04-355504-8）、春陽文庫『壺中美人』（ISBN 978-4-394-39520-1）に収録されている。京橋裏の三角ビルに構えた金田一耕助の探偵事務所が登場することで注目される作品である。また、等々力警部の金田一シリーズ初登場作品である。
なお、本作では金田一が犯人の自殺を制止した直後に等々力警部が身柄を確保している。したがって、このとき金田一と等々力警部が物理的に近接した位置に居たことは確実だが、何らかの会話などがあったかどうか不明確である（金田一に誰かが問いかける科白があるが、等々力警部か糟谷六助か不明）。そもそも、このとき両者の間に面識があったかどうか不明である。

## あらすじ
閉店間際の銀座の百貨店「エビス屋百貨店」3階の宝石売場で、新人店員の伏見順子の前に黒い外套を着て黒いヴェールを被った女が現れ、ショーケースからブローチや指輪を次々に出させて、品定めをし始めた。その最中にヴェールの女が万引きするのを目撃した順子は、先輩店員の磯野アキがトイレに中座していたため3階の主任の沢井啓吉に目配せして万引きを知らせた。そうして沢井がヴェールの女を引き止めようとするのを隣の婦人服売場の柴崎珠江が気が付き止めようとしたが間に合わず、引き止めた沢井はいきなりヴェールの女に刺し殺され、女はそのまま逃走してしまった。
事件の知らせを聞いて駆け付けた警視庁の等々力警部は、関係者からヴェールの女のあらましを聴取した。それによると、「黒蘭姫」とあだ名されるヴェールを被った女が、ときどきエビス屋百貨店に現れては万引きをするが、その万引きを捕らえてはならず、後で万引きされた品物の伝票を支配人の糟谷六助に回す規則になっている。ただ、事件が起きたときは宝石売場には新人の順子しかおらず、また刺殺された沢井も1週間前に大阪支店から転勤してきたばかりで、どちらも黒蘭姫とこの規則を知らなかったため、黒蘭姫を引き止めようとしたのである。
黒蘭姫は、その楚々たる容姿と贅沢な服装から上流階級の令嬢と見なされており、恐らく糟谷が黒蘭姫の家に万引きされた品物の代金をまとめて請求しているのだろうと考えられた。そこで等々力警部は糟谷に黒蘭姫の素性を追求したところ、糟谷は黒蘭姫と殺人を犯したヴェールの女は別人だと主張した。最近、黒蘭姫の家に請求する伝票に記載があるが、黒蘭姫の家の金庫に保管されてはいない品物があり、どうも黒蘭姫を装った別の万引き犯が現れているように思われる。そして、3階の主任をしていた宮武謹二にだけその疑惑を打ち明けて、気を付けるように注意していた。ところが宮武は1週間ほど前、不都合があって解雇したという。
そして、糟谷を尋問中の等々力警部に、その宮武が7階の喫茶室で殺されているのが見つかったとの知らせが入る。コーヒーに入れられた青酸カリによる毒殺であった。そして、テーブルには2客のコーヒー茶碗が残されており、宮武の前に座っていたのは黒い外套を着て黒いヴェールを被った女だと店員は証言した。
等々力警部が黒蘭姫に会うため、糟谷の案内でエビス屋百貨店社長の新野恭平の家を訪れた。黒蘭姫の正体は社長令嬢の珠樹で、自分の店から品物を万引きしていたのであった。そこへ帰ってきた珠樹が、等々力警部を見て驚いたはずみで床の上に落とした手提げかばんの中から、血に染まった短刀が飛び出してきた。
珠樹は実は糟谷の婚約者であり、彼女にかかった濃厚な嫌疑を晴らすため、糟谷は京橋裏の三角ビルの探偵事務所を訪れ金田一耕助に真相究明を依頼する。

## 登場人物
金田一耕助（きんだいち こうすけ）
私立探偵。
等々力大志（とどろき だいし）
警視庁の警部。
沢井啓吉（さわい けいきち）
第1の被害者。エビス屋百貨店3階の主任。1週間ほど前に大阪支店から転勤してきた。33歳。
宮武謹二（みやたけ きんじ）
第2の被害者。エビス屋百貨店3階の前主任。1週間ほど前に不正事件のため解雇された。35歳。
伏見順子（ふしみ じゅんこ）
エビス屋百貨店3階宝石売場の店員。第1の事件の目撃者。18歳。
磯野アキ（いその アキ）
エビス屋百貨店3階宝石売場の主任。第1の事件のとき席を外していた。25歳。
柴崎珠江（しばさき たまえ）
エビス屋百貨店3階婦人服売場の主任。第1の事件の目撃者。26歳。
新野珠樹（にいの たまき）
エビス屋百貨店社長令嬢。「黒蘭姫」と称される常習の万引き娘。25歳。
糟谷六助（かすや ろくすけ）
エビス屋百貨店支配人。珠樹と婚約中。36歳。
新野恭平（にいの きょうへい）
エビス屋百貨店社長。
マダム
エビス屋百貨店7階喫茶室のマダム。氏名不明。第2の被害者が死亡していることに最初に気付く。
綾子
清子
エビス屋百貨店7階喫茶室の店員。マダムは「子供たち」と呼んでいるが具体的な年齢は不明。
川崎
エビス屋百貨店7階喫茶室の常連客。6階の商事会社に勤務。第2の被害者と黒蘭姫との様子を見ていた。

## テレビドラマ
NHK BSプレミアムの『シリーズ横溝正史短編集 金田一耕助登場！』の第1回として、2016年11月24日に放送。演出・脚本は宇野丈良。
物語の内容はほぼ原作通りであり、科白やナレーションのほぼ全てを原作から抽出した文言で構成しているが、叙述順序は変更されている。大きなところでは、糟谷六助が金田一事務所を訪ねるところから語り始めて糟谷の説明内容を映像で示す形で原作の冒頭部に遡っており、他にも細かい順序変更が多数ある。また、登場人物の動きを簡略化する、以下の改変が見られる。
- 喫茶室での2人めの黒蘭姫は、テーブル越しに宮武謹二に話しかけたのではなく、立ち上がって横で話している。
- 最後に3人めの黒蘭姫が登場した後の登場人物の動きは全て3階の中であり、階段は使われていない。特に磯野アキは原作と逆に婦人服売場から離れる向きへ動いている。

### キャスト
- 金田一耕助：池松壮亮
- 磯野アキ/黒蘭姫（新野珠樹）：山田真歩（二役）
- 糟谷六助：レイザーラモンHG
- 柴崎珠江：鳥居みゆき
- 沢井啓吉：水間ロン
- 宮武謹二：山中聡
- 伏見順子：相楽樹
- 綾子：矢島理佐
- 川崎：原元太仁
- 新野恭平：長勲
- マダム：町田マリー
- 等々力警部：中村ゆうじ
- 朗読：秋山慎治[2]